# Бжезины
Бжези́ны или Брезины (пол. Brzeziny) — город в Польше, входит в Лодзинское воеводство, Бжезинский повят. Имеет статус городской гмины.
Занимает площадь 29,58 км². Население — 11 417 человек (на 2006 год).

## История

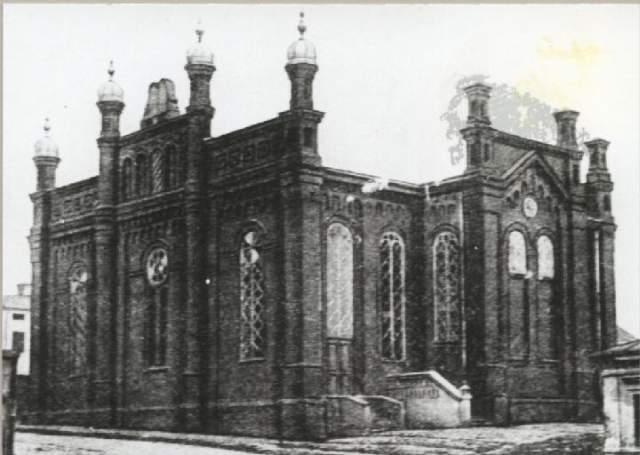
Синагога в Бжезинах (1893)

После вхождения Польши в состав Российской империи город, который в то время именовался Брезины, являлся административным центром Брезинского уезда Петроковской губернии.

## Известные уроженцы
- Абрамович, Казимеж (1888—1936) — польский математик.
- Бурский, Адам (около 1560—1611) — польский философ эпохи Возрождения.
- Куч, Кароль (1815—1892) — польский драматург, журналист, редактор.
- Матушевский, Винценты (1870—1918) — деятель польского и российского рабочего движения.

## Города-побратимы
- Сент-Альбан (Франция, с 2010)